# Patrick Poivre d'Arvor
Patrick Poivre d'Arvor, rodným jménem Patrick Poivre (* 20. září 1947) je francouzský novinář, televizní moderátor a spisovatel. Třicet let uváděl hlavní zpravodajskou relaci na prvním kanálu francouzské veřejnoprávní televize TF1. Získal si mimořádnou popularitu, jejímž důkazem je 63. místo v anketě Největší Francouz z roku 2005. Objevil se též v řadě filmů, kde většinou ztvárnil sám sebe.

## Filmografie
- 1979: Au bout du bout du banc
- 1979: La Gueule de l'autre
- 1982: L'Indiscrétion
- 1986: Un homme et une femme
- 1990: Promotion canapé
- 1995: Le Fabuleux Destin
- 1997: Assassin(s)
- 1998: Que la lumière soit
- 2000: Stardom
- 2000: H
- 2003: Les Adieux suspendus
- 2004: Les Indestructibles
- 2006: Mon dernier rôle
- 2007: Taxi 4
- 2008: La Personne aux deux personnes
- 2008: John Rambo
- 2009: Des illusions